# Barclaya
Barclaya là một chi gồm 6 loài thực vật có hoa thuộc họ Nymphaeaceae. Barclaya là thực vật thủy sinh có nguồn gốc từ châu Á nhiệt đới. Chi này được đặt tên để vinh danh người sản xuất bia người Anh gốc Mỹ và người bảo trợ của khoa học Robert Barclay.

## Từ đồng nghĩa
Hydrostemma là một cái tên được ưu tiên so với tên Barclaya vì đã được xuất bản 6 tháng trước đó. Tuy nhiên, cái tên Barclaya, được biết đến nhiều hơn Hydrostemma lặng, đã được "bảo tồn" và do đó Hydrostemma là một từ đồng nghĩa với Barclaya.

## Phân loại
Barclaya đôi khi được đặt trạng thái gia đình riêng của mình là Barclayaceae trên cơ sở ống perianth mở rộng (kết hợp giữa cánh hoa và cánh hoa) phát sinh từ đỉnh buồng trứng và bằng nhị hoa được nối cơ bản, nhưng nghiên cứu về hình thái và di truyền học cho thấy Barclaya nên được giữ lại trong họ Nymphaeaceae.

## Miêu tả
Cây mọc từ củ hình trứng tạo ra những người chạy ngắn và một bông hoa hồng cơ bản của lá. Tất cả các lá đều ngập nước.

## Loài
| Hoa | Tên                                         | Phân bố                                                                                       |
| --- | ------------------------------------------- | --------------------------------------------------------------------------------------------- |
|     | Barclaya longifolia Wall.                   | Phía Nam châu Á                                                                               |
|     | Barclaya motleyi Hook.f.                    | Indonesia (Irian Jaya, Kalimantan, Sumatra), Papua New Guinea (Idei 2010), Malaysia (Bán đảo) |
|     | Barclaya rotundifolia Hotta                 | Sarawak, Johore, Malaysia                                                                     |
|     | Barclaya panchorensis Komala                | Malaya Peninsula                                                                              |
|     | Barclaya rugosa Sofiman Othman & N.Jacobsen | Malaya Peninsula                                                                              |
|     | Barclaya wellyi Wongso, Ipor & N.Jacobsen   | Sumatra                                                                                       |